# Алёшкинский проезд
Алёшкинский прое́зд (название с 1992 года) — проезд в Северо-Западном административном округе города Москвы на территории района Северное Тушино. Соединяет Планерную улицу и улицу Свободы.

## Происхождение названия
Название проезда происходит от бывшего села Алёшкино, а также от расположенного рядом Алёшкинского леса. Дома, расположенные на Алёшкинском проезде, имеют нумерацию по улицам Планерная и Свободы, которые и соединяет проезд.

## История
Первое письменное упоминание о находившейся в этой местности «деревне Алешине на речке Химки» обнаружено под 1623 годом, однако можно предположить, что деревня уже существовала в XVI веке. Название, вероятно, произошло от собственного имени владельца. В 1960 году территория Алёшкино была включена в состав Москвы, но до 1980-х годов здесь сохранялась деревенская застройка. В те годы проезд был частью улицы Свободы, которая заканчивалась в Алёшкино. Потом улицу продлили до МКАД, но проезд остался, и до 1992 года был безымянным.

## Здания и сооружения
Номерной привязки зданий и сооружений к Алёшкинскому проезду нет.

## Транспорт
- Станция метро «Планерная».
- Автобусы:
  - в сторону улицы Свободы — 368, 678;
  - в сторону Планерной улицы — 368, Т.